# Paul Vogler (Mediziner)
Paul Vogler (* 9. März 1899 in Kassel; † 7. November 1969 in Berlin) war ein deutscher Arzt. Er war Inhaber des Lehrstuhles für Physiotherapie an der Charité und verfasste zahlreiche Standardwerke auf diesem Gebiet. Zudem leitete er den Wiederaufbau der Charité nach dem Zweiten Weltkrieg. In seinem Spätwerk gab er gemeinsam mit Hans-Georg Gadamer eine Schriftenreihe namens Neue Anthropologie heraus, welche eine integrative Darstellung sämtlicher Wissensgebiete anstrebte.

## Leben
Christoph Martin Paulus Theodor Vogler wurde am 9. März 1899 als drittes Kind des Konsistorialbeamten Christoph Vogler und seiner Frau Elise in Kassel geboren. Seine Schulzeit verbrachte er in Kassel, Koblenz, Neuwied und besuchte die freie Schulgemeinde Wickersdorf. Dort lernte er Gustav Wyneken kennen und nahm 1913 am Treffen der Freideutschen Jugend auf dem Hohen Meißner teil. Paul Vogler war aufgrund von einer angeborenen Gehbehinderung vom Kriegsdienst im Ersten Weltkrieg befreit worden.
Nachdem er das Abitur in Hannover absolviert hatte, begann er im Jahr 1917 mit dem Studium der Nationalökonomie in Hamburg. Im Jahr 1921 immatrikulierte er sich an der Medizinischen Fakultät der Ludwigs-Universität in Gießen und heiratete im selben Jahr seine Kommilitonin Paula Doodt (1895–1963). Das Studium wurde u. a. durch das Institut für Sozialforschung der Universität Frankfurt am Main finanziert. Nach dem Physikum im Sommer 1923 absolvierte Vogler zwei klinische Semester in Innsbruck und ging anschließend nach Jena. Hier kam er mit der Naturheilkunde bei dem neu eingerichteten Lehrstuhl für Allgemeine Pathologie und Therapie unter Emil Klein in Kontakt.
Nach dem Staatsexamen im Juli 1926 führte Vogler seine Dissertation bei Carl Mayer an der Neurologischen Klinik der Universität Innsbruck durch. Anschließend war er als Volontärassistent bei Alfred Goldscheider an der III. Medizinischen Klinik der Universität Berlin und am Hydrotherapeutischen Institut tätig, im August 1927 erfolgte die Approbation. In dieser Zeit wurde er Mitglied im „Verein sozialistischer Ärzte“.
Seine berufliche Karriere begann Vogler als Leiter des Kassenambulatoriums der Allgemeinen Ortskrankenkasse in Forst. Ab 1930 war er in einer Privatpraxis in Berlin tätig und in den Folgejahren als wissenschaftlicher Mitarbeiter am Hydrotherapeutischen Institut der Charité beschäftigt. Ab 1935 ließ Vogler ein Kurheim in Garmisch-Partenkirchen bauen. 1936 habilitierte er sich bei Werner Jansen mit dem Thema „Die Prophylaxe der Schlafstörungen“. 1939 übernahm er die Leitung der Krankengymnastik- und Massageschule in Berlin. Neben seiner Tätigkeit als Direktor der Klinik für natürliche Heil- und Lebensweisen der Universität Berlin (1941) übernahm Vogler die Leitung im „Prießnitz-Haus Mahlow“ (1941). Im Jahr 1942 stellte Paul Vogler einen Antrag als Anwärter auf NSDAP-Mitgliedschaft, was er retrospektiv durch politischen Druck durch den Dozentenführer Hermann Druckrey sowie durch den Rat seines Freundes Theodor Neubauer erklärte.
Neben seiner Tätigkeit als Direktor der Klinik für natürliche Heil- und Lebensweisen der Universität Berlin (1940) wurde Vogler zum Leiter des Wiederaufbaus der Charité und der Medizinischen Fakultät der Universität Berlin ernannt. Ab 1945 wurde Vogler Vorsitzender des neu gegründeten „Bundes für naturgemäße Lebens- und Heilweisen (Prießnitzbund) Berlin“. 1964 erfolgte seine Emeritierung als Direktor der Universitätsklinik für Physiotherapie an der Charité in Ost-Berlin. Sein langjähriger Oberarzt, Herbert Krauß, wurde sein Nachfolger. Anschließend widmete sich Vogler – gemeinsam mit seinem Freund Hans-Georg Gadamer – v. a. der Herausgabe der Schriftenreihe Neue Anthropologie, vor deren Erscheinen er am 7. November 1969 in Berlin verstarb.

## Werk

### Engagement in der Jugendbewegung
Durch seinen Lehrer, Gustav Wyneken, kam Paul Vogler mit der reformatorischen Bewegung der Freideutschen Jugend in Berührung. Er war an der Organisation des Treffens auf dem Hohen Meißner (Erster Freideutscher Jugendtag) beteiligt. Im Jahr 1917 rief Vogler zu einer Protestveranstaltung auf der Loreley auf, in welcher nicht über den „Krieg und seinem Ausgang, sondern von dem, was nachherkommen musste“' diskutiert wurde. In dieser Zeit kam Vogler mit der Deutschen Akademischen Freischar und der Marburger Akademischen Vereinigung in Kontakt. Er lernte hierbei u. a. Alfred Kurella, Karl Bittel und über Paul Landsberg den Kreis um Max Scheler kennen. Seine eigene Position charakterisierte Vogler als „direkte Opposition zur damaligen ‚Wandervogel- und Verbandsbürokratie‘“. Prägend für Voglers Selbstverständnis war weiterhin die Auseinandersetzung mit der Lyrik Stefan Georges.

### Habilitation (1930–1939)
Auf Anregung des Chirurgen Georg Magnus hin schlug Vogler nach seiner Rückkehr nach Berlin eine wissenschaftliche Laufbahn ein. Im Jahr 1936 legte er seine Habilitationsschrift vor. Hierin formulierte Vogler erstmalig sein Konzept der Grundfunktionen; ein gesunder Schlaf sei nur durch die gleichzeitige Regelung aller weiteren Grundfunktionen zu erreichen. Diese praxisnah formulierte Arbeit fand in ihrer gutverständlich geschriebenen Form eine gute Resonanz in der damaligen Fachwelt. So schrieb Hans Curschmann: „Der Verfasser bringt eine ganz praktisch gesehene Prophylaxe der Schlafstörungen, wobei er die Erzielung physiologischer Müdigkeit ebenso eingehend bespricht, wie die scheinbar banalen, in Wirklichkeit sehr wichtigen Fragen der Hygiene und Art des Schlafraumes und des Bettes, der Schlafgewöhnung und -gewohnheiten, der Ernährung, der Besonnung, des Klimas u. a. m.“ Am 26. Mai 1936 erfolgte die Antrittsvorlesung Voglers unter dem Titel „Zur Therapie der chronischen Gelenkerkrankungen“. Ab dem Wintersemester 1936/1937 war er als Dozent für das Fach „physikalisch-diätetische Klinik und Prophylaxe (Innere Medizin)“ tätig. Am 2. Oktober 1939 erhielt Paul Vogler den Beamtenstatus.

### Berufung zur Professur für natürliche Heil- und Lebensweisen (1940–1945)
Im Jahr 1901 war die Hydrotherapeutische Anstalt unter Leitung durch Ludwig Brieger gegründet und anschließend von Franz Schönenberger (1920–1933) fortgeführt worden. Während der Zeit des Nationalsozialismus erfolgte unter der Leitung von Werner Jansen (1933–1939) im Jahr 1934 die Umbenennung in „Institut für natürliche Heil- und Lebensweisen“. Obgleich die Naturheilkunde im 3. Reich besonders gefördert wurde, kam es zu einem „Profilverlust“ des Instituts. Bereits 1937 hatte Richard Siebeck auf dem Wiesbadener Kongress versucht, einen Nachfolger zu finden. Entsprechende Rufe wurden von Heinz Bottenberger („Neue Deutsche Klinik“) und Eugen Hahn abgelehnt. Am 13. Juli 1939 reichte Paul Vogler ein umfassendes Programm an der Medizinischen Fakultät der Berliner Universität ein, welches er während seiner später insgesamt 24 Jahre umfassenden Tätigkeit zu verwirklichen suchte. Am 11. Dezember 1939 wurde – durch die Intervention von Rudolf Heß – zunächst der Lehrauftrag an L. Schmitt vergeben, was durch die Intervention des Dekans der medizinischen Fakultät, Lothar Kreuz, abgewendet wurde. Kurzzeitig wurde Hans Kaether eingesetzt. Im Jahr 1940 wurde schließlich Paul Vogler zum außerordentlichen Professor und als kommissarischer Institutsleiter berufen. Diese Entscheidung galt als „Kompromiss“, um wie in Dresden unter Louis R. Grote (1886–1960) und Alfred Brauchle „die Schulmedizin mit der Naturheilkunde in einen Dialog treten zu lassen“. Zum 1. Januar 1941 erfolgte die offizielle Berufung zum Lehrstuhlinhaber und Leiter der Klinik für natürliche Heil- und Lebensweisen. In dem Gutachten der von Gustav von Bergmann geleiteten Berufungskommission wurde Vogler als der „vielseitigste, ein Mann ärztlicher Begabung und geistiger Kultur“ gewürdigt und setzte sich schließlich gegen die Mitbewerber Max Ratschow und Sigwald Bommer durch. Laut Paul Vogler war diese Entscheidung „nur durch den Eintritt insbesondere der Internisten der Fakultät [zu erreichen, um] die Widerstände des Reichsarztes SS Grawitz und den des Ministerialreferenten de Crinis zu überwinden, die natürlich alle einen Parteimann an diese Stelle bringen wollten“.
Rasch konnte sich das Institut unter Paul Vogler neu etablieren. Bereits im März 1942 wurde das Prießnitz-Krankenhaus in Mahlow bei Berlin als klinische Station angegliedert. Zudem wurden Ausbildungskurse für Masseure und für Bademeister gegeben.
Schwerpunkt der wissenschaftlichen Forschung Paul Voglers war in dieser Zeit das Rheuma, wozu er eng mit dem Stomatologen Hermann Schröder zusammenarbeitete. Im Januar 1945 habilitierte sich der Oberarzt Voglers, Fritz Pezold (1909–1986), zum Thema „Die Prophylaxe der Stuhlgangsstörungen unter klinischen Gesichtspunktion“.
Zum Ende des Zweiten Weltkriegs arbeitete Vogler von der Klinik in Mahlow aus, welche intakt geblieben war.

### Wiederaufbau der Charité und Städtebau (1945–1948)
Durch sein Engagement in der Jugendbewegung war Vogler mit einigen Architekten des Dessauer Bauhauses befreundet, etwa László Moholy-Nagy. Bereits im Jahr 1924 verfasste er Entwürfe über die Raumgestaltung für Walter Gropius. 1931 reiste er mit Gustav Hassenpflug in die Sowjetunion, um dort bei der Planung von Kurorten in der Krim zu helfen.
Paul Vogler wurde nach dem Beschluss der Medizinischen Fakultät der Universität Berlin vom 3. Juli 1945 zum Leiter des Wiederaufbaus der Charité ernannt. Hierbei entschied er sich für den Erhalt der zum großen Teil zerstörten Gebäude. Durch sein entschlossenes Handeln konnte bereits ab November 1945 in „der größten Baustelle Berlins“ wieder eine medizinische Versorgung mit über 1000 Krankenhausbetten erfolgen. Ab Oktober 1946 wurde Vogler von der Medizinischen Fakultät auch mit dem Wiederaufbau der übrigen Institute beauftragt.
Des Weiteren wurde Vogler am 15. September 1945 ins Sonderdezernat „Seuchenbettenaktion und Krankenhausplanung“ beim Hauptgesundheitsamt berufen. In den Jahren 1946–1948 war er zudem für die Krankenhausplanung und die gesundheitliche Stadtbauplanung Berlins mitverantwortlich. Hierzu wurde ein Plan erstellt, welcher eine Neugliederung der insgesamt circa 200 Krankenhäuser Berlins vorsah. Diese wurden hinsichtlich des Zerstörungsgrades, des Bauzustandes, der Rekonstruierbarkeit und der Wirtschaftlichkeit eingeschätzt. Zudem wurde die Schaffung von Spezialabteilungen, beispielsweise für Infektionskrankheiten, sowie die Zusammenlegung verschiedener Fachdisziplinen bzw. einzelner Kliniken geprüft. Für die Stadt Berlin wurde u. a. eine Auflockerung der Siedlungsdichte, die Schaffung von Grünflächen und ein Ausbau von Naherholungsgebieten, z. B. Strandbädern, gefordert (Hassenpflug/Vogler 1948).
Aus dem gemeinsam mit Gustav Hassenpflug verwirklichten Wiederaufbau der Charité und der anschließenden Leitung des Dezernats Krankenhausplanung beim Landesgesundheitsamt Berlin (1946–1948) resultierte die Herausgabe des „Handbuch für den Neuen Krankenhausbau“ (Vogler/Hassenpflug 1951). Bei der Berliner Internationalen Städtebauausstellung im Jahr 1957 konzipierte Vogler die Ausstellung für die Abteilung „Stadt und Gesundheit“ (Vogler 1957, Vogler 1958).
Im Jahr 1947 konnte Paul Vogler zudem mit Herbert Krauß, der bereits unter Alfred Brauchle und Louis R. Grote in der Dresdner Klinik gearbeitet hatte, einen wichtigen Mitarbeiter finden.

### Lehrstuhl für Physiotherapie (1948–1964)
Aufgrund seiner großen Verdienste um den Wiederaufbau der Charité erfolgte auf der Fakultätssitzung vom 21. März 1951 die Empfehlung für die Einrichtung eines Ordinariats für Paul Vogler. Am 29. Oktober 1951 wurde Paul Vogler zum Professor mit Lehrstuhl für Physikalische Therapie ernannt. In dieser Zeit wurde sogar die Ernennung zum Dekan der Fakultät in Erwägung gezogen. Im Jahr 1964 kam es zu einer Umbenennung in die Klinik bzw. in den Lehrstuhl für Physiotherapie.
In seiner Zeit als Lehrstuhlinhaber bemühte sich Vogler um eine interdisziplinäre Ausrichtung von Klinik, Forschung und Lehre, wo er ein Studium generale postulierte, welches eine „Verzahnung der Fakultäten“ erfordere. Praktisch erfolgte dies durch gemeinsame Visiten mit verwandten Fachdisziplinen, u. a. mit der Zahnheilkunde oder der Gynäkologie.

### Weiteres
Neben seiner Tätigkeit am Lehrstuhl für natürliche Heil- und Lebensweise der Charité und in seiner Privatklinik am Kurfürstendamm leitete er von 1940 bis 1953 das Prießnitz-Krankenhaus in Mahlow.
Unter seiner Führung wurde 1953 der „Zentrale Arbeitskreis für Forschung und Technik ‚Physikalische Therapie‘“ gegründet und 1955 die Einrichtung des „Facharztes für Physiotherapie“ in der DDR erreicht.
Die Schwester von Paul Vogler, Elisabeth Vogler, gründete gemeinsam mit Marie Buchhold die Schule für Physiotherapie in Schwarzerden.

### Methoden
Vogler entwickelte die Methodik der Periostmassage sowie der Kolonmassage, die bis heute in der Ausbildung zum Physiotherapeuten gelehrt wird. In seinen Lehrbüchern entwickelte er Standards für physikalisch-therapeutische Verfahren, wie etwa der Heliotherapie oder der Hydrotherapie. Zudem wandte er die Atemtherapie nach Schlaffhorst und Andersen an.

### Konzepte
In seinen theoretischen Konzeptionen knüpfte Vogler an die Arbeiten der sog. „Heidelberger Schule“ (Ludolf von Krehl und dessen Schüler Richard Siebeck und Viktor von Weizsäcker) und besonders an Gustav von Bergmann und dessen 1932 erschienenes Buch „Funktionelle Pathologie“ an: Dieser forderte, dass die Medizin wieder den Sinn der Funktion bzw. der Leistung eines Organs erkennen müsse und, dass die Leistung der einzelnen Organe in Organsystemen letztendlich zu Funktionskreisen führe. Weitere wegweisende Werke seiner Zeit waren u. a. die Schriften von Friedrich Kraus und von Friedrich Martius. Das weitreichende Denken von Vogler wird in der Initiierung und Konzeption der siebenbändigen Schriftenreihe Neue Anthropologie deutlich.
In Anknüpfung an Siebecks Funktionskreise, an Walter Rudolf Hess’ Assoziationen sowie an die Inbildlehre von Walter Scheidt, die Mnemelehre von Richard Semon, die Reflextheorien von Iwan Petrowitsch Pawlow und Konstantin Bykow und die Allgemeine Systemtheorie von Ludwig von Bertalanffy etablierte Vogler den Terminus Grundfunktionen, womit er die Verkopplung von vegetativen Funktionen, wie Schlaf, Stuhlgang, Haut, Schleimhaut, Menstruation, Wärmehaushalt und Atmung bezeichnete. Als wesentliche Charakteristika stellte er heraus, dass diese beim Menschen nicht rein instinkthaft abliefen, sondern zum Teil der willkürlichen Einstellung unterlägen. Störungen der Grundfunktionen würden zu Missempfindungen bis hin zur Krankheit führen, während deren Gelingen zu einer „spezifischen Gefühlstönung des Wohlbefindens“ (z. B. Sättigung, Durchwärmung, tiefer Schlaf oder erholtes Wachwerden) führe. Die Lehre von den Grundfunktionen sei – angesichts der zivilisatorischen Einflüsse – von prophylaktischer Bedeutung für die Gesundheit des Menschen. Hierbei betonte Vogler, dass sich die Grundfunktionen untereinander beeinflussten und, dass sie gewissen zeitlichen Rhythmen (siehe auch: Chronobiologie) unterliegen.
In seinen Schriften setzte sich Vogler mit Erkrankungen des Rheumatischen Formenkreises auseinander. Sein 1956 zu diesem Thema erschienene Monographie stellt einen wesentlichen Bestandteile seines Lehrbuchs der Physiotherapie, welches erstmals 1964 erschien, dar. Mit seinen theoretischen Konzepten stand er in Tradition der Schriften von Friedrich Klinge, Hans Selye, Richard Siebeck und Wolfgang Heinrich Veil. Hierbei sah er als Aufgabe der Physikalischen Therapie die Unterstützung bei der Sanierung von Infektherden, etwa durch eine „Schleimhautregie“ mittels Nasenspülungen, Gurgeln, Güße und Bürstungen, und somit als Prophylaxe von überschießenden Reaktionen des Immunsystems an.

## Rezeption
Die große Bedeutung für die Naturheilkunde / Physiotherapie / Physikalische Medizin wird in dem Zitat von Eberhard Conradi deutlich, welcher schrieb, dass Vogler „die physikalisch-diätetische Therapie aus der Enge dogmatischer Naturschwärmerei“ gelöst habe. Er nahm hierbei auch Einfluss auf das Fachgebiet in Westdeutschland, beispielsweise den Psycho- und Chirotherapeuten Udo Derbolowsky. Gadamer würdigte die „integrative Persönlichkeit“ Voglers; dieser habe den „antibürgerlichen Affekt der Jugendbewegung“ getragen. Die Berufswahl sei dabei nicht beliebig gewesen, „sondern was ihn trieb, war ein soziales Pathos und eine Entscheidung aus sozialem Idealismus“.
Das Wirken von Paul Vogler als Lehrstuhlinhaber für Physiotherapie (1940–1964) fällt in einen „äußerst spannungsreichen Zeitraum deutscher Geschichte sowie deutsch-deutscher Nachkriegsgeschichte“. Erst nach der Wiedervereinigung konnten Teile des Nachlasses von Paul Vogler erschlossen werden, welche im Rahmen einer Dissertation publiziert worden sind (Laws, 1993). Auch wenn seine Methoden der Periost- und der Colonmassage weiterhin Bestandteil der physiotherapeutischen Ausbildung sind, ist Paul Vogler zwischenzeitlich in Vergessenheit geraten. Diese Tatsache scheint erstaunlich, da er neben seinen allgemein-medizinischen Leistungen auch wesentliche Impulse im Krankenhausbau und in der Anthropologie gesetzt hat. Interessant ist auch, dass Vogler zu den wenigen Hochschullehrern gehörte, welche in der Zeit des Nationalsozialismus ohne jegliche politische Funktion blieben. Der Vogler-Biograph, Michael Laws, schreibt hierzu: „Wenngleich Paul Vogler sich Regimen gegenüber loyal verhielt, ließ er sich von diesen nicht vereinnahmen. Es entsprach nicht seinem Wesen und seinen elitären Ansprüchen sich politisch zu binden. Vielmehr nutzte er stets die ihm gegebenen Möglichkeiten, um seine Konzeption zur Medizin durchzusetzen“.
Die von Paul Vogler und Gustav Hassenpflug entwickelten Modelle zur Krankenhaus- und Stadtplanung hatten einen großen Einfluss auf das damalige Gesundheitswesen. So beeinflusste deren Werk beispielsweise das in der DDR entwickelte Modell der Ambulatorien und Polikliniken.

## Ausgewählte Schriften

### Monographien
- Beitrag zur Alkoholstatistik in Tirol 1924–1926. Dissertation, Innsbruck 1927.
- Die Prophylaxe der Schlafstörung. Habilitation, Berlin 1936. erschienen im Thieme Verlag, Leipzig 1937.
- gemeinsam mit H. Krauss: Periostbehandlung. Klinische und experimentelle Beiträge. VEB Georg Thieme Verlag, Leipzig 1953.
- Der Hydrotherapie-Standard. Hippokrates Verlag, Stuttgart 1955.
- Der Rheumatische Formenkreis und seine physikalische Therapie. Urban & Schwarzenberg Verlag, München/Berlin 1956.
- Lehrbuch der Physiotherapie. Verlag der Ungarischen Akademie der Wissenschaften, Budapest 1964.

### Sammelwerke
- gemeinsam mit Gustav Hassenpflug (Hrsg.): Das Gesundheitswesen in der Bauplanung Berlins. Saenger Verlag, Berlin 1948.
- gemeinsam mit Gustav Hassenpflug (Hrsg.): Handbuch für den Neuen Krankenhausbau. München/Berlin 1. Auflage 1951, 2. Auflage 1962.
- gemeinsam mit Erich Kühn: Medizin und Städtebau. Urban & Schwarzenberg Verlag, München 1957.
- gemeinsam mit D. G. R. Findeisen (Hrsg.): Physiotherapie und Gastroenteron. Therapiegerichtete Modellbildung in der heutigen Medizin. Vorträge des 3. Kongresses der Gesellschaft für Physiotherapie der DDR 1962 in Heiligendamm. J. A. Barth Verlag, Leipzig 1964.

### Buchbeiträge
- Herz und Lunge in ihrer Beziehung zur Atmung. In: Leo Kofler: Die Kunst des Atmens. Bärenreiter, Kassel 1951.
- Stadt und Gesundheit. In: Physiotherapie im Aufbau. Herausgegeben von D. G. R. Findeisen. J. A. Barth Verlag, Leipzig 1966. S. 235–238.
- Über Grundfunktionen. In: Physiotherapie im Aufbau. Herausgegeben von D. G. R. Findeisen. J. A. Barth Verlag, Leipzig 1966. S. 271–274.

### Zeitschriftenartikel
- gemeinsam mit Gustav Hassenpflug: Das Gesundheitswesen in der Bauplanung Berlins. Berlin 1948.
- Zur Geschichte der Universitätsklinik für natürliche Heilweisen Charité Berlin. In: Zeitschrift für ärztliche Fortbildung. Band 54, 1960, S. 475 ff.